# عاصم بن نايف
عاصم بن نايف بن عبد الله الأول (27 أبريل 1948 -)، أمير أردني من الأسرة الهاشمية، وهو النجل الثاني للأمير نايف بن عبد الله الأول ووالدته هي الأميرة ميهرماه سلطانة حفيدة السلطان العثماني محمد رشاد. ولد في مدينة الإسكندرية.

## تعليمه
أكمل دراسته الثانوية في مدرسة ميلفيلد (بالإنجليزية: Millfield School)‏ في سومرست في إنجلترا، ثم تلقى شهادته الجامعية في التصميم الداخلي عام 1972 من المملكة المتحدة.

## حياته المهنية
بعد تخرجه قضى سنتين في إسبانيا حيث انضم إلى شركة عالمية لكسب خبرة عملية في التصميم الداخلي وذلك بالفترة من 1972 إلى 1974، عاد بعدها إلى عمّان لممارسة هذه المهنة بالإضافة إلى استيراد وتوريد المفروشات والاكسسوارات المكملة.
درّس في جامعة البتراء مادة التصميم الداخلي وذلك بالفترة من عام 1994 إلى عام 1996.
أسس عام 1993 «شركة الساهر للحراسات الأمنية»، كما أسس «شركة فيجين الأردنية» (بالإنجليزية: Jordan Vision Company)‏ للاتصالات، ويترأس مجلس إدارة هاتين المؤسستين.

## نشاطاته
- رئيس الجمعية الأردنية للطاقة المتجددة .
- نائب رئيس الاتحاد الأردني للفروسية.
- رئيس جمعية سباقات القدرة للخيول .
- رئيس سبانا (بالإنجليزية: SPANA)‏ وهي جمعية دولية لحماية الحيوان.
- يمثل عدة صناعات وشركات صينية في الأردن والمنطفة.

## حياته الخاصة
تزوج من فيروزة حميد بني زادة وخشوري (أنفصلا عام 1985) وله منها ثلاثة بنات:
- الأميرة ياسمين (مواليد 30 يونيو 1975).
- الأميرة سارة (مواليد 12 أغسطس 1978).
- الأميرة نور (مواليد 6 أكتوبر 1982).

في 6 يناير 1986 تزوج من الأميرة سناء عدنان (الأميرة سناء عاصم لاحقًا) وأنجبا:
- الأميرة صالحة (مواليد 14 يونيو 1987).
- الأميرة نجلاء (مواليد 9 مايو 1988).
- الأمير نايف (مواليد 22 يناير 1998)، متزوج من الشريفة فرح بنت ناصر اللهيمق البركاتي منذ 12 نيسان 2021.[3]